# Église Saint-Nicolas de Namur
L’église Saint-Nicolas est un édifice religieux catholique sis au centre de la ville de Namur, en Belgique. Construite au XIXe siècle, l’église actuelle est la troisième ayant ce patronyme dans le vieux quartier d’Herbatte. La première église paroissiale fut consacrée en 1153. L’église est lieu de culte de la communauté catholique du quartier Saint-Nicolas. La paroisse Saint-Nicolas est, depuis 2004, jumelée avec la paroisse Notre-Dame dont le lieu de culte est la chapelle Saint-Materne.  

## Histoire
L’ancien quartier « sur les Herbattes » de Namur voit sa première église paroissiale consacrée en 1153 par Henri, évêque de Liège.  Elle est mentionnée dans un document de 1220. 
Le siège de la ville de Namur en 1695 lui est néfaste : lorsque les troupes de Guillaume d’Orange (pour les Pays-Bas espagnols) reprennent la ville au maréchal de Villeroy (pour Louis XIV) l’église fut détruite. Elle est cependant rapidement reconstruite.   
En 1837, son clocher est démoli.  Dès 1838, sa reconstruction est entreprise, car le faubourg Saint-Nicolas est un des plus peuplés de la vieille ville. En 1859, le clocher de l’église est doté d’une horloge, amélioration de grande utilité publique pour ce quartier d’ouvriers. 
L’église se trouve au cœur même des bombardements qu’a connu la ville de Namur le 18 août 1944, lorsque les avions américains tentent de détruire le pont du Luxembourg. Les bombes manquent leur objectif et dévastent la partie ouest de Namur, à savoir le quartier Saint-Nicolas. Cette erreur a causé la mort de près de 360 personnes.
En souvenir de ce douloureux événement de guerre, un monument fut érigé à gauche de l'entrée de l’église, ajoutant les noms des victimes civiles du bombardement du 18 aout 1944 à la liste de ceux qui sont morts en service durant les deux guerres mondiales. Chaque année, une cérémonie du souvenir a lieu à cet endroit en présence des autorités communales et provinciales.

## Description
Toute en longueur l'église est une longue nef prolongée d'un sanctuaire dont le maitre-autel est de style baroque. La nef est flanquée de bas-côtés. Le clocher se trouve au dessus d'un narthex qui n'est guère plus qu'un porche d'entrée. Aucun parvis devant l'église dont la façade donne presque immédiatement sur la rue Saint-Nicolas.  La porte d'entrée est dominée par une statue de saint Nicolas. Une pierre millésimée donne la date de 1901.

## Patrimoine
- Plusieurs tableaux de grande dimension reproduisent des œuvres célèbres de peintres connus (tel la La Descente de croix de Rubens)
- Parmi d’autres, les statues des deux saints Crispin et Crispinien, deux frères cordonniers morts martyrs, patrons des tanneurs, rappellent que Saint-Nicolas fut dans le passé un quartier de travailleurs du cuir.
- Une trentaine de pierres tombales de différentes époques, la plupart au sol mais certaines fixées dans les murs proviennent manifestement d’édifices plus anciens que l’église actuelle. Elles rappellent l'ancienneté de la paroisse. Une des pierres tombales date de 1643.

## Adresse
- Rue Saint-Nicolas 121, 5000 Namur, Belgique